# 卡法塞
卡法塞（意大利语：Cafasse），是意大利北部皮埃蒙特大区都灵省的一个市镇。总面积10平方公里，总人口3,585（2010年12月31日）。